# Бахтияровское сельское поселение
Бахтия́ровское се́льское поселе́ние — муниципальное образование в составе Ленинского района Волгоградской области.
Административный центр — село Бахтияровка.

## История
Бахтияровское сельское поселение образовано 14 февраля 2005 года.

## Население
| 2010 | 2012 | 2013 | 2014 | 2015 | 2016 | 2017 |
| ---- | ---- | ---- | ---- | ---- | ---- | ---- |
| 822  | ↘817 | ↗820 | ↗845 | ↗861 | ↘860 | ↘847 |
| 2018 | 2019 | 2020 | 2021 |      |      |      |
| ↘844 | ↘832 | ↘815 | ↗816 |      |      |      |

Жители преимущественно татары (48 %) и русские (37 %) (2002).

## Состав сельского поселения
| № | Населённый пункт | Тип населённого пункта       | Население | Примечание      |
| - | ---------------- | ---------------------------- | --------- | --------------- |
| 1 | Бахтияровка      | село, административный центр | ↗816      | татары, русские |